# アリアンロッド・リプレイ・ハートフル
『アリアンロッド・リプレイ・ハートフル』は、FEARによる『アリアンロッドRPG』のリプレイシリーズ。全5巻10話で構成される。通称『ハートフル』シリーズ。
ゲームマスター・リプレイ執筆は久保田悠羅。イラストレーターはbomi。

## 概要
『アリアンロッドRPG』のリプレイ第3シリーズとなる本シリーズは、テーマを「ハートフル」とし、何気ない心温まる日常を描くことを目標としていた。そのため、従来のシリーズのように冒険者として世界を旅して回るのではなく、冒険者の卵として、学園を中心とした冒険をする展開となる。また、『トラベルガイド』『エルクレスト学園ガイド』といったサプリメントの紹介も兼ねている。
前シリーズとなる『ルージュ』シリーズとは発表期間が一部被っており、『ルージュ』シリーズ終盤の事件が、こちらのシリーズでも触れられている。
『ルージュ』シリーズに続いて声優をプレイヤーに迎えている。当シリーズでは、TRPG初心者の小島めぐみ、そして『ナイトウィザード』シリーズ他でTRPG経験豊富な小暮英麻が参加している。また、『アリアンロッド』のデザイナーである菊池たけしも、リプレイでは初めてプレイヤーとして参加している。

## あらすじ
舞台となるのは、エリンディル大陸の”賢者の街”エルクレストにある冒険者の学校「エルクレスト・カレッジ」。ここに魔術師を目指す少女ファムと、ドラゴンの血を引く少年ヴァリアスが、入学試験を受けるために訪れたところから、話は始まる。
2人は、寮の先輩であるカミュラ、カッツと共に入学試験に挑み、そして見事に合格し、エルクレスト・カレッジで学生生活を送ることになる。しかし、ファムにうり二つの謎の少女・プリシアや、謎めいた言動をする同級生などが絡み、学生生活は平穏無事というわけにはいかないのだった。

## 登場人物
括弧内の人名は担当プレイヤー。

### ギルド「マジックフェザー」
通称「マジ毛」。元々、本来のギルドではなく、学園の入学試験のための仮のギルドであるが、試験に合格後もそのまま継続して使用された。ギルドマスターは受験生がなること、という学園の規則から、ファムがマスターを務めることになる。
ファムリシア（小島めぐみ）
当シリーズの主人公格。通称ファム。ヒューリンのメイジ/メイジ→セージ。
立派な魔法使いになる夢を叶えるためにエルクレスト・カレッジに入学した新入生（第1話では受験生）。魔法学部所属。風系攻撃魔法に特化しており、プレイヤーのダイス目も相まって多大なダメージを弾き出しては、GMを悩ませる。
キャラクター作成時には、プレイヤーは清純派で大人しい少女を目指していたようだが、いざプレイを開始すると、あっという間にちょっとドジだが元気系の少女になってしまった。
かつてエリンディル中原を支配していた「覇王」の子孫であり、そのためにスカディに狙われることになる。
後にオルランド寮プリフェクト（監督生）兼エルクレスト・カレッジ学生会会長になる。
カミュラ（小暮英麻）
エルダナーンのアコライト/サモナー→ダンサー→バード。
エルクレスト・カレッジのオルランド寮のプリフェクト（監督生。判りやすく言うと寮長）を務める少女。神学部所属。見た目は12歳くらいの幼い少女だが、エルダナーンのため実年齢は不明（本人は17歳と主張している）。寮ではファム（とプリシア）と同室である。笑顔でえげつない事を言い、他人（特にカッツ）をこき使うのであるが、なぜか皆に慕われている。
実は、寮名にもなっている大賢人シェフィールド本人。つまりフルネームはカミュラ・シェフィールド。しかし、とある事情で全ての記憶を失っていた。
記憶を取り戻した後、学生のまま教鞭をとることもあった。卒業後もカレッジに残り准教員として神学を教えている。
ヴァリアス・ヴァンガード（大畑顕）
ヒューリンのウォーリア/レンジャー→ガンスリンガー→サムライ。
ドラゴンの血を引くヒューリンの少年。ファムと同じく新入生で、入学試験のためにカレッジに来たときに校門でファムと出会い、さらに入学試験の組み合わせで同じ組となって以降、共に行動するようになる。使徒学部所属。サポートクラスがレンジャーやガンスリンガーだが、主武器はあくまでも槍で、状況に応じて槍と射撃武器（弓や魔導銃）を使い分けて戦う。また、竜の血を引いているため、片目の色が異なっている。
カッツ・バルゲル（菊池たけし）
ヒューリン（ハーフネヴァーフ）のシーフ/モンク→ウォーリア。使徒学部所属。シーフとしての技量は、なぜかダイス運に恵まれないこともあって低く見られるが、戦闘では壁役として活躍。実は生き別れの妹を探している。カミュラからは下僕扱いされている。

### エルクレスト・カレッジの学生
アルヴィン・ケンドール
ファムとヴァリアスの同級生で、学内の情報に詳しい情報屋の少年。4人兄弟の3男で、兄弟全員がカレッジに入学している。
リース
ファムとヴァリアスの同級生の少女。しかしその正体は、「暗き月」の二つ名を持つ魔族リリス。一度は倒したファム達だが、それは魔族を倒す「真の死」ではなかったために復活し、再びファム達の前に立ちふさがる。
シャルロッテ・イエミツ
シェフィールド寮のプリフェクトで、同じプリフェクトのカミュラをライバル視している。なお、当然ながらシェフィールド寮の名前がカミュラから取られていることは知らない。
卒業後はカレッジの准教員として召喚術を教えている。

### エルクレスト・カレッジの教授
エルヴィラ・アルディリケ
エルクレスト・カレッジ学長で精霊魔術学教授も務めるエルダナーン。年齢は182歳だが、不老の一族であるため今も若く見える。カレッジ創設以来在籍しており、カミュラの秘密（＝シェフィールドであること）も知っていた。
オレストス・モーズレイ
歴史学教授のヒューリン。オルランド寮のハウスマスター（舎監）でもある。実はスカディの一員（すなわちエルダ）で、カレッジに納められているアイテム「神獣の杖」を手に入れるために暗躍するが、ファム達に敗れて捕らえられる。それ以後、任務に失敗したためスカディからは追われることになり、自らの安全のためにもカレッジで教授を続ける。本人によると、どうやら教員生活が気に入ったらしく、後にスカディがカレッジを襲撃したときは、教員としてカレッジを護るために戦っている。

### その他の登場人物
プリシア
入学試験で「守るべきもの」として現れた、なぜかファムそっくりの少女。その正体は、未来から来たファムの孫娘で、祖母である彼女から譲られた緑の宝玉のペンダント（当然、現時点ではファムは自分で付けているため、同じものが2つあることになる）をしている。なお、このペンダントはそもそもカミュラが過去にいずれエルクレスト・カレッジに来るであろうファムに渡していた、邪悪化を防ぐお守りという設定があり、さらに別の設定もある。
なお、プリシアは直接未来から来たわけではなく、この時点ではまだ幽界にいる魂に神が形を与えたものとされている。
オスカー・アウデンリート
覇王に仕えていた5人の仲間の1人でエルダナーンの騎士。黄金の鎧を身に纏っていたところから、「黄金騎士」の二つ名で知られている。シェフィールドとは恋仲だったが、その彼女を救うために行方不明となる。
シェフィールド
覇王に仕えていた5人の仲間の1人でエルダナーンの召喚術士。彼女が召喚術を編み出したとも言われている。アウデンリートとは恋仲だった。実はカミュラ本人である。
ラリエット・バルゲル
10年前に生き別れとなったカッツの妹。彼らが生まれ、今は廃村となっている村の調査に赴いたカッツの前に冒険者として現れ、10年振りの再会を果たす。しかし、実はその時点で邪神官に精神を乗っ取られて操られていた。カッツ達の活躍で邪神官は滅びたが、その際に邪神の呪いを受けて昏睡状態となってしまう。
ケセド・グラナドス（ケセド・ヴァンガード）
世界にもう数頭しかいない古代竜のうちの1人で、「“銀の”ケセド」の二つ名を持つ。覇王に仕えていた5人の仲間の1人でもあり、人間の姿をしているときは吟遊詩人をやっていた。当然ながら覇王やスカディのエピソードについては全て知っているものの、神から制約を受けているためしゃべることが出来ない。現代においてはヴァリアスの母親であり、覇王に仕えていた頃と同じく吟遊詩人を生業としている。「グラナドス」は覇王に仕えていた頃の姓。
のちに同じ古代竜の“虹の”セフィロスの要請で『アリアンロッド・サガ』の舞台となるアルディオン大陸に渡ったことが、サプリメント『アリアンロッド・サガ アルディオン大陸ガイド』で明かされている。
ルキアノス
大聖人の二つ名を持ち、かつて覇王に仕えていた5人の仲間の1人。既に故人だが、英雄霊となってディアスロンドの大神殿を守り続けている。ケセドとは憎からぬ間柄だったことが本編中で描写されており、また、ヴァリアスの父親らしいことも匂わされている。
『トラベルガイド』では聖都ディアスロンドを再建した人物にして初代教皇とされている。また『アルディオン大陸ガイド』や『エリンディル・レジェンドガイド』ではセインの1人であった事が明かされている。
プルギニオン
ネヴァーフの錬金術師。かつて覇王に仕えていた5人の仲間の1人。『トラベルガイド』に掲載されているエリンディル大陸（西方）の地図の作者。正確には既に故人で、本編に登場したのはその記憶を移したゴーレム。
オルランド
覇王に仕えていた1人で、ファム達の暮らすオルランド寮の名の元になっているのだが、なぜか名前しか伝わっておらず、どのような者だったのかは謎に包まれている。
その正体は覇王の影武者であり、それ故に名前以外は伝えられていなかった。
シャルリシア
覇王の伝えられていなかった本名であり、その正体はスカディの1人。だが、スカディを裏切って人間のために一生を尽くし、死んでいった。ファムはシャルリシアの血を引いており、そのために一連の騒動に巻き込まれたことが後に明らかにされる。
オフェリア・ルクス
スカディの1人で、このシリーズ全般の事件の張本人。ほぼ全ての事件の裏で暗躍している。女性らしいが、常に緋色の鎧と顔まで覆う兜を被っている。
実は覇王の姉で、妹が一族を裏切り人間に荷担したため、大きく人間側に傾いたバランスを魔族側に戻すために活動していた。

## 用語
エルクレスト・カレッジ
本シリーズの舞台となる全寮制の高等教育機関。聖暦900年代初頭、ロアセル湖でエルダ文明の遺跡が発見された事をきっかけに、現在のエルクレスト市の前身となる湖畔の村落に多くの冒険者・研究者が集まるが、その中の1人であるリュー・マクールによって創設された。7年制で魔法学部、神学部、法学部、使徒学部、錬金術学部の5学部から成る。
スカディ
「不滅の諸侯」の二つ名を持つ古代種族。かつてエリンディル大陸で覇を唱えていたが、今ではすっかり衰退した。しかし残党が僅かながら残っている。のちにスカディとはエルダの生き残りであることが後に明かされた。
シリーズ完結後に出版されたサプリメント『エリンディル・レジェンドガイド』によれば、その目的は「火の粛清」を回避するため、世界のパワーバランスを調整することにある。そのため、人間に就くこともあれば魔族に就くこともあり、国家間の戦争に介入するケースもある。
覇王
聖暦500年代（本シリーズからおよそ500年前）、エリンディル大陸西方の中原で栄華を誇ったパリス王国を1人で興した王。なぜか名前は伝えられていない。またパリス王国も覇王の死後、跡目争いですぐに滅んでしまっている。5人の仲間がいたことと、「覇王の遺産」と呼ばれる強力なマジックアイテムが残されていることが今に伝わっている全て。
覇王の遺産
前述の通り、強力なマジックアイテム。覇王が中原を支配するために用いた7つの武具として伝わっている。元はスカディの物であり、覇王がスカディからもらい受けて自分と仲間とで使っていた。以下のものがある。
“神獣の杖”アイン・ソフ・アウル
かつては5人の仲間の1人シェフィールドが使っていた。“虹の”セフィロスの力を宿しており、召喚魔法を強化する力を持つ。カミュラがシェフィールドとしての記憶を取り戻して以降は、彼女が使用し続けている。
“黄金剣”オートクレール
5人の仲間の1人、アウデンリートの使っていた剣。光を射出して離れた敵を打ち倒す力を持つ。
“雷槍”ゲイ＝ボルグ
5人の仲間の1人、ルキアノスが使っていた槍とされている。実際にはこれは武器ではなく、ルキアノスが得意とした槍の投擲術のことである。
“白銀の竪琴”ウァードネ
5人の仲間の1人、ケセドが今に至るまで使っている竪琴。力尽きた者に活力を与える力を持つ。
“金剛の盾”プリドウェン
5人の仲間の1人、プルギニオンが使っていた盾。精神力に応じて苦痛を軽減する力を持つ。
“降魔剣”ロンゴミアント
覇王の佩剣の1つと伝えられている両手剣。オルランドが使用したとも言われる。斬りつけた相手に災厄を与える力を持つ。
“神遺剣”デュランダル
覇王の佩剣の1つと伝えられている長剣。3つだけあらゆる願いをかなえる力を持つが、現在その力は失われている。
なお、本編終了後、本来の持ち主が今も使用している神獣の杖と白銀の竪琴以外の覇王の遺産は、エルクレスト・カレッジの宝物庫に納められた。ただしデュランダルの鞘のみは現在も行方不明である。

## 作品一覧
- アリアンロッド・リプレイ・ハートフル
  1. アリアンロッド・リプレイ・ハートフル 聖雪のキャンパス 2006年11月18日発売 ISBN 4-8291-4487-4
  2. アリアンロッド・リプレイ・ハートフル2 想望のメモリアル 2007年3月20日発売 ISBN 978-4-8291-4495-4
  3. アリアンロッド・リプレイ・ハートフル3 迷夢のコントラスト 2007年8月20日発売 ISBN 978-4-8291-4510-4
  4. アリアンロッド・リプレイ・ハートフル4 星霜のロンド 2007年12月20日発売 ISBN 978-4-8291-4517-3
  5. アリアンロッド・リプレイ・ハートフル5 約束のアンサンブル 2008年4月19日発売 ISBN 978-4-8291-4526-5
- アリアンロッドRPG エルクレスト学園ガイド ISBN 978-4-86224-017-0